# Coppa del Generalissimo 1944
La Copa del Generalísimo 1944 fu la 40ª edizione della Coppa di Spagna. Il torneo iniziò il 20 febbraio e si concluse il 20 giugno 1944. La finale si disputò allo Stadio Montjuic di Barcellona dove l'Athletic Bilbao ottenne la quindicesima affermazione in questa competizione.

## Formula
La formula di questa edizione prevedeva scontri diretti di sola andata fino al terzo turno. A partire dal quarto turno, le squadre si sfidavano in gare di andata e ritorno. Le squadre di Primera División, Segunda División e le due squadre vincitrici della Tercera División erano qualificate direttamente per i sedicesimi di finale.

## Squadre partecipanti

### Primera División

#### 14 squadre
| - Athletic Bilbao - Atlético Madrid - Barcellona - Castellón - Celta Vigo | - Deportivo La Coruña - Espanyol - Granada - Real Madrid - Real Oviedo | - Real Sociedad - Sabadell - Siviglia - Valencia |

### Segunda División

#### 14 squadre
| - Alcoyano - Arenas Getxo - Barakaldo - Real Betis - Ceuta | - Constància - Leonesa - Hércules - Osasuna - Real Murcia | - Real Saragozza - Sporting Gijón - Real Valladolid - Xerez FC |

### Campioni della Tercera División

#### 2 squadre
- Maiorca
- Racing Santander

### Tercera División

#### 71 squadre
| - Club Berbés - CD Fábrica de Palencia - Pontevedra - Club Santiago - SG Lucense - Orensana - Club Betanzos - Club Lemos - Ponferradina - RD Oriamendi - Real Avilés - Gimnástica D. Burgalesa - Torrelavega - Real Juvencia - SD Barreda Balompié - Club Langreano - Círculo Popular de La Felguera - CD Tánagra | - Alavés - SD Indauchu - Club Erandio - Sestao Sport - CD Tudelano - Tolosa CF - CD Vasconia - CD Izarra - Real Unión - Gimnàstic - Reus - Tarrasa CF - Girona - UD San Martín - Granollers - Atlético Baleares - UE Lleida - Figueres | - Atlético Saragozza - Arenas de Saragozza - UD Teruel - UD Huesca - CD Español - Arrabal de Saragozza - CD Acero - SD Sueca - Badajoz - Salamanca UDS - Trujillo CF - Imperio Madrid - Alcalá - Toledo - Ferroviaria - CD Manchego - CP Mérida - Albacete | - Eldense - Alicante - Cartagena FC - Crevillente Deportivo - CD Cieza - CD Almansa - Imperial Murcia - Lorca - Real Jaén - Córdoba - Coria - Moghreb Tétouan - Onuba - Algeciras - CD Linares - Linense - Hércules de Cadice |

### Divisioni regionali

#### 13 squadre
| - Club Turista de Vigo - CD Leonés - Cultural de Durango - CD Oberena - Maestranza Aérea de Logroño | - Júpiter - SD Escoriaza - CD Mediodía - Gimnástica Abad - CD Electromecánicas | - CD España de LLuchmayor - Melilla - Real Club Victoria |

## Primo turno
|                         | Risultato |                                | Ripetizione   |
| ----------------------- | --------- | ------------------------------ | ------------- |
| Orensana                | 3 - 0     | Club Lemos                     |               |
| Club Berbés             | 4 - 1     | Club Turista                   |               |
| Pontevedra              | 2 - 1     | Club Santiago                  |               |
| SG Lucense              | 4 - 1     | Club Betanzos                  |               |
| Ponferradina            | 3 - 0     | CD Leonés                      |               |
| Club Langreano          | 2 - 1     | Círculo Popular de La Felguera |               |
| Real Juvencia           | 3 - 1     | Oriamendi                      |               |
| CD Tánagra              | 6 - 1     | Real Avilés                    |               |
| Torrelavega             | 2 - 2     | SD Barreda Bal.                | 1 - 1 / 0 - 1 |
| Gimnástica D. Burgalesa | 1 - 2     | CDFN Palencia                  |               |
| Alavés                  | 4 - 0     | Tolosa CF                      |               |
| CD Vasconia             | 3 - 1     | Real Unión                     |               |
| CD Izarra               | 2 - 7     | Maestr. Aérea Logroño          |               |
| CD Tudelano             |           | CD Oberena                     |               |
| UD Huesca               | 2 - 1     | Escoriaza                      |               |
| UD Teruel               | 2 - 0     | Español Arrabal                |               |
| Trujillo CF             | 1 - 3     | CP Mérida                      |               |
| Atlético Baleares       | 3 - 1     | España de LLuchmayor           |               |
| Salamanca UDS           | 1 - 1     | Ferroviaria                    | 2 - 6         |

## Secondo turno
|                     | Risultato |                       | Ripetizione |
| ------------------- | --------- | --------------------- | ----------- |
| Orensana            | 1 - 1     | SG Lucense            | 0 - 4       |
| Club Berbés         | 3 - 0     | Pontevedra            |             |
| CDFN Palencia       | 3 - 1     | Ponferradina          |             |
| Club Langreano      | 3 - 1     | Real Juvencia         |             |
| SD Barreda Bal.     | 1 - 2     | CD Tánagra            |             |
| CD Vasconia         | 0 - 3     | Alavés                |             |
| CD Oberena          | 4 - 3     | Maestr. Aérea Logroño |             |
| Sestao Sport        | 6 - 1     | Club Erandio          |             |
| Cultural de Durango | 0 - 3     | SD Indauchu           |             |
| Atlético Saragozza  | 2 - 2     | UD Huesca             | 1 - 2       |
| Arenas de Saragozza | 1 - 1     | UD Teruel             | 2 - 3       |
| Girona              | 3 - 3     | Figueres              | 0 - 1       |
| Reus                | 1 - 1     | Gimnàstic             | 0 - 1       |
| UD San Martín       | 1 - 2     | Júpiter               |             |
| UE Lleida           | 1 - 0     | Tarrasa CF            |             |
| Granollers          | 1 - 0     | Atlético Baleares     |             |
| CD Acero            | 2 - 1     | SD Sueca              |             |
| Eldense             | 1 - 0     | CD Almansa            |             |
| Albacete            | 6 - 1     | CD Cieza              |             |
| Alicante            | 4 - 1     | Crevillente Deportivo |             |
| Cartagena FC        | 5 - 1     | Gimnástica Abad       |             |
| Lorca               | 0 - 3     | Imperial Murcia       |             |
| Imperio Madrid      | 9 - 0     | Toledo                |             |
| Manchego            | 3 - 2     | CD Mediodía           |             |
| Alcalá              | 4 - 0     | Ferroviaria           |             |
| Badajoz             | 2 - 0     | CP Mérida             |             |
| Real Jaén           | 4 - 3     | CD Linares            |             |
| Linense             | 1 - 2     | Algeciras             |             |
| UD Melilla          | 2 - 0     | Moghreb Tétouan       |             |
| Hércules de Cádice  | 4 - 0     | Coria                 |             |
| Córdoba             | 2 - 1     | CD Electromecánicas   |             |
| Onuba               |           | Real Club Victoria    |             |

## Terzo turno
|                 | Risultato |                    |
| --------------- | --------- | ------------------ |
| SG Lucense      | 2 - 3     | Club Berbés        |
| CDFN Palencia   | 4 - 0     | Club Langreano     |
| CD Tánagra      | 2 - 1     | Sestao Sport       |
| SD Indauchu     | 0 - 1     | Alavés             |
| UD Teruel       | 6 - 1     | CD Oberena         |
| UE Lleida       | 4 - 0     | UD Huesca          |
| Júpiter         | 3 - 0     | Figueres           |
| Gimnàstic       | 2 - 0     | Granollers         |
| CD Acero        | 6 - 2     | Alicante           |
| Albacete        | 1 - 0     | Eldense            |
| Imperial Murcia | 2 - 1     | Cartagena FC       |
| Alcalá          | 1 - 2     | Imperio Madrid     |
| Badajoz         | 3 - 0     | Manchego           |
| Onuba           | 3 - 1     | Hércules de Cádice |
| Algeciras       | 1 - 2     | Real Jaén          |
| Córdoba         | 4 - 2     | UD Melilla         |

## Quarto turno
|                 | Risultato |             | Andata | Ritorno |  |
| --------------- | --------- | ----------- | ------ | ------- |  |
| CDFN Palencia   | 2 - 1     | Club Berbés | 2 - 0  | 0 - 1   |  |
| CD Tánagra      | 1 - 5     | Alavés      | 1 - 2  | 0 - 3   |  |
| UD Teruel       | 4 - 3     | UE Lleida   | 4 - 0  | 0 - 3   |  |
| Júpiter         | 1 - 8     | Gimnàstic   | 1 - 6  | 0 - 2   |  |
| Imperio Madrid  | 6 - 3     | CD Acero    | 5 - 0  | 1 - 3   |  |
| Imperial Murcia | 3 - 6     | Albacete    | 3 - 1  | 0 - 5   |  |
| Badajoz         | 1 - 2     | Onuba       | 1 - 0  | 0 - 2   |  |
| Real Jaén       | 1 - 3     | Córdoba     | 1 - 1  | 0 - 2   |  |

## Quinto turno
|                | Risultato |           | Andata | Ritorno |  |
| -------------- | --------- | --------- | ------ | ------- |  |
| Gimnàstic      | 4 - 1     | UD Teruel | 3 - 0  | 1 - 1   |  |
| CDFN Palencia  | 5 - 3     | Alavés    | 5 - 0  | 0 - 3   |  |
| Imperio Madrid | 1 - 4     | Albacete  | 0 - 2  | 1 - 2   |  |
| Córdoba        | 5 - 2     | Onuba     | 4 - 0  | 1 - 2   |  |

## Sesto turno
|               | Risultato |           | Andata | Ritorno |  |
| ------------- | --------- | --------- | ------ | ------- |  |
| CDFN Palencia | 3 - 4     | Gimnàstic | 2 - 1  | 1 - 3   |  |
| Albacete      | 3 - 6     | Córdoba   | 1 - 0  | 2 - 6   |  |

## Sedicesimi di finale
|                 | Risultato |                     | Andata | Ritorno | Spareggio |  |
| --------------- | --------- | ------------------- | ------ | ------- | --------- |  |
| Espanyol        | 2 - 2     | Gimnàstic           | 2 - 1  | 0 - 1   | 2 - 1     |  |
| Sabadell        | 6 - 3     | Maiorca             | 6 - 2  | 0 - 1   |           |  |
| Constància      | 1 - 4     | Barcellona          | 0 - 0  | 1 - 4   |           |  |
| Real Valladolid | 1 - 7     | Deportivo La Coruña | 0 - 0  | 1 - 7   |           |  |
| Leonesa         | 3 - 7     | Celta Vigo          | 2 - 2  | 1 - 5   |           |  |
| Real Oviedo     | 8 - 4     | Racing Santander    | 8 - 1  | 0 - 3   |           |  |
| Arenas Getxo    | 5 - 4     | Sporting Gijón      | 2 - 0  | 3 - 4   |           |  |
| Barakaldo       | 3 - 4     | Athletic Bilbao     | 1 - 0  | 2 - 4   |           |  |
| Osasuna         | 2 - 5     | Real Sociedad       | 1 - 3  | 1 - 2   |           |  |
| Castellón       | 5 - 3     | Alcoyano            | 3 - 0  | 2 - 3   |           |  |
| Real Saragozza  | 3 - 7     | Valencia            | 3 - 2  | 0 - 5   |           |  |
| Hércules        | 0 - 3     | Real Murcia         | 0 - 1  | 0 - 2   |           |  |
| Córdoba         | 4 - 10    | Atlético Madrid     | 2 - 3  | 2 - 7   |           |  |
| Real Madrid     | 8 - 3     | Real Betis          | 4 - 2  | 4 - 1   |           |  |
| Siviglia        | 4 - 1     | Xerez FC            | 3 - 0  | 1 - 1   |           |  |
| Ceuta           | 4 - 5     | Granada             | 3 - 3  | 1 - 2   |           |  |

## Ottavi di finale
|                 | Risultato |                     | Andata | Ritorno |  |
| --------------- | --------- | ------------------- | ------ | ------- |  |
| Atlético Madrid | 6 - 3     | Celta Vigo          | 4 - 0  | 2 - 3   |  |
| Granada         | 2 - 0     | Real Madrid         | 0 - 0  | 2 - 0   |  |
| Espanyol        | 3 - 2     | Real Sociedad       | 2 - 1  | 1 - 1   |  |
| Valencia        | 6 - 2     | Deportivo La Coruña | 2 - 0  | 4 - 2   |  |
| Siviglia        | 6 - 3     | Barcellona          | 5 - 2  | 1 - 1   |  |
| Real Murcia     | 4 - 3     | Real Oviedo         | 1 - 2  | 3 - 1   |  |
| Arenas Getxo    | 2 - 10    | Athletic Bilbao     | 1 - 6  | 1 - 4   |  |
| Castellón       | 2 - 4     | Sabadell            | 0 - 1  | 2 - 3   |  |

## Quarti di finale
|                 | Risultato |                 | Andata | Ritorno |  |
| --------------- | --------- | --------------- | ------ | ------- |  |
| Siviglia        | 3 - 5     | Atlético Madrid | 3 - 2  | 0 - 3   |  |
| Athletic Bilbao | 6 - 2     | Granada         | 6 - 1  | 0 - 1   |  |
| Real Murcia     | 7 - 4     | Espanyol        | 5 - 2  | 2 - 2   |  |
| Sabadell        | 2 - 8     | Valencia        | 1 - 2  | 1 - 6   |  |

## Semifinali
|                 | Risultato |                 | Andata | Ritorno | Spareggio |  |
| --------------- | --------- | --------------- | ------ | ------- | --------- |  |
| Atlético Madrid | 3 - 3     | Athletic Bilbao | 3 - 1  | 0 - 2   | 2 - 3     |  |
| Valencia        | 8 - 2     | Real Murcia     | 3 - 0  | 5 - 2   |           |  |

## Finale
| Arbitro: | Agustín Vilalta |

|                        |           |  |
| Zarra 30’ Escudero 45’ | Marcatori |  |